# Sean Carroll
Sean M. Carroll, né le 5 octobre 1966 à Philadelphie, est un physicien théoricien américain, professeur à l'université Johns-Hopkins de Baltimore, après avoir été longtemps chargé de recherche au département de physique du California Institute of Technology (Caltech). C'est un spécialiste de la cosmologie et de la relativité générale. Il a contribué également au blog de physique Cosmic Variance, et il a publié des articles dans des revues et journaux scientifiques tels que Nature, Seed, Sky & Telescope, et New Scientist. Décrit comme doué pour la communication scientifique, il est l'auteur de Spacetime And Geometry, un manuel universitaire portant sur la relativité générale. Il a encore enregistré un ensemble de conférences pour la Teaching company intitulé : Dark Matter, Dark Energy: The Dark Side of the Universe (Matière sombre, énergie noire, la face cachée de l'univers). Son premier livre grand public, sorti en janvier 2010, porte sur le temps et s'intitule From Eternity to Here (L'univers et la flèche du temps). Son site internet propose de nombreuses vidéos d'interviews de physiciens et de philosophes, et sa chaîne Youtube présente les grandes idées de la physique pour comprendre l'univers (en anglais).

## Parcours
Carroll a obtenu un doctorat en astronomie et astrophysique en 1993, à l'université Harvard, où son directeur de thèse était George Field. Sa thèse était intitulée Cosmological Consequences of Topological and Geometric Phenomena in Field Theories (Conséquences cosmologiques des phénomènes topologiques et géométriques des théories des champs. Il a été chercheur post-doctorant au Massachusetts Institute of Technology (MIT) et au Institut Kavli de Theoretical Physics à l'université de Californie à Santa Barbara, et professeur assistant à l'université de Chicago jusqu'en 2006. Il a ensuite été chargé de recherche au département de physique du California Institute of Technology (Caltech) jusqu'en 2022. Il est maintenant professeur à l'université Johns-Hopkins de Baltimore ainsi qu'à l'Institut de Santa Fe.

## Vie personnelle
Carroll est marié à Jennifer Ouellette, la directrice du programme Science and Entertainment Exchange de l'Académie des sciences américaine de coopération entre le monde scientifique et l'industrie du spectacle.

## Recherches
Carroll a travaillé sur un grand nombre de sujets théoriques portant sur les domaines de la cosmologie, de la gravitation et de la théorie des champs. Ses publications comportent des modèles et contraintes expérimentales des violations de l'invariance de Lorentz, l'apparence d'une courbe de type temporelle fermée en relativité générale, les variétés de défauts topologiques en théorie des champs, et la dynamique cosmologique des dimensions spatio-temporelles supplémentaires. Ces dernières années (2010), il a énormément écrit sur des sujets comme les modèles d'énergie sombre et ses interactions avec la matière ordinaire, et avec la matière noire, de même que sur les modifications de la relativité générale en cosmologie.
Carroll a également travaillé sur le problème de la flèche du temps. Avec la chercheuse en cosmologie Jennifer Chen, ils soutiennent que le Big Bang ne s'est pas produit comme résultat d'un évènement unique, l'ensemble de la matière et de l'énergie de l'univers étant issus d'une singularité à l'origine des temps, mais plutôt comme l'un parmi plusieurs évènements d'inflation cosmique résultant de fluctuations quantiques de l'énergie du vide dans un espace de Sitter froid. Carroll et Chen affirment que l'âge de l'univers est infini, mais qu'il n'atteindra jamais l'équilibre thermodynamique puisque l'entropie augmente continuellement du fait de la diminution de la densité de matière et d'énergie imputable aux inflations cosmiques récurrentes. Ils soutiennent que l'univers est « statistiquement symétrique du point de vue temporel » dans la mesure où il contient une égale progression du temps "à la fois en avant et en arrière",,.

## Convictions religieuses
Carroll affirme publiquement son athéisme, en soutenant que la pensée scientifique mène inévitablement à une vision du monde matérialiste,. Il a décliné une invitation pour donner une conférence sponsorisée par la Fondation John Templeton, parce qu'il ne voulait pas paraître soutenir une réconciliation entre la science et la religion. En 2004, avec Shadi Bartsch, ils ont donné un cours pour des élèves de licence à l'université de Chicago sur l'histoire de l'athéisme.

## Publications

### Manuels et articles universitaires
- (en) Sean M Carroll, Spacetime and geometry : an introduction to general relativity, San Francisco, Addison Wesley, 2004, 513 p. (ISBN 978-0-8053-8732-2 et 0-805-38732-3, OCLC 53245141)
- Liste des publications

### Ouvrages grand public
- Sean Carroll (trad. de l'anglais), Higgs, le boson manquant [« The Particle at the End of the Universe »], Belin, 2013 (ISBN 978-2-7011-7685-7).
- Sean Carroll (trad. de l'anglais), Le grand tout [« The Big Picture »], Quanto, 2018 (ISBN 978-2-88915-254-4)  —  Réflexion sur la méthode scientifique, les lois physiques, les propriétés émergentes, la complexité et l'entropie, le cosmos, l'origine de la vie et de la conscience, etc.
- Sean Carroll (trad. de l'anglais), La face cachée de l'univers : Les mondes quantiques et l'émergence de l'espace-temps [« Something deeply hidden »], Quanto, 2020 (ISBN 978-2-88915-356-5)  — Carroll montre dans cet ouvrage comment la théorie des mondes multiples d'Everett explique les bizarreries quantiques et réconcilie la mécanique quantique et la relativité générale d'Einstein.
- Sean Carroll (trad. de l'anglais), L'Univers et la flèche du temps [« From Eternity to Here : The Quest for the Ultimate Theory of Time »], Quanto, 2022 (ISBN 978-2-88915-432-6)  — Carroll explique que la flèche du temps est liée à l'évolution de l'entropie, ce qui l'amène à parler de la mécanique quantique, de la théorie de l'information, de la gravitation, des trous noirs, de l'évolution cosmique et du multivers.
- Sean Carroll (trad. de l'anglais), L'Univers à votre portée : espace, temps et mouvement [« The biggest ideas in the universe : space, time, and motion »], Quanto, 2023 (ISBN 978-2-88915-537-8) — Des lois de conservation de base à la relativité générale et aux trous noirs.
- Sean Carroll (trad. de l'anglais), L'Univers à votre portée : champs quantiques [« The biggest ideas in the universe : quanta and fields »], Quanto, 2024 (ISBN 978-2-88915-645-0) — Des notions de base (fonction d'onde, mesure, intrication, champs, interactions, symétries, etc.) aux théories de jauge.